# Suphachai Manchit
Suphachai Manchit (thailändisch ศุภชัย แม้นจิตต์, * 18. Mai 1990) ist ein thailändischer Fußballspieler.

## Karriere
Suphachai Manchit stand bis Ende 2015 beim Port FC unter Vertrag. Wo er vorher gespielt hat, ist unbekannt. Der Verein aus der thailändischen Hauptstadt Bangkok spielte in der ersten Liga des Landes, der Thai Premier League. 2016 wechselte er zum Ligakonkurrenten Sukhothai FC nach Sukhothai. Hier kam er 2016 zweimal in der ersten Liga zum Einsatz. Zum Zweitligisten Songkhla United nach Songkhla wechselte er 2017. Der ebenfalls in der zweiten Liga spielende Angthong FC aus Angthong nahm ihn Anfang 2018 unter Vertrag. Ende 2018 stieg er mit Angthong in die dritte Liga ab.